# رنين حوفي
يشير مصطلح الرنين الحوفي إلى إحدى النظريات التي تفيد بأن القدرة على مشاطرة الحالات العاطفية العميقة تنشأ من الجهاز الحوفي في الدماغ، وتشمل هذه الحالات الأحاسيس التي تحفزها دورة الدوبامين وهو التوافق العاطفي والحالات العاطفية التي تنشأ من دورة النورايبنفرين وهي الخوف والقلق والغضب. وكان الظهور الأول لهذا المفهوم في كتاب نظرية عامة عن الحب  (A General Theory of Love) (عام 2000)، ويشير الكتاب إلى القدرة على التعاطف والتواصل غير اللفظي التي تتمتع بها الحيوانات والتي تشكل أساسًا لعلاقاتنا الاجتماعية وللعديد من أساليب العلاج والمداواة. ووفقًا للمؤلفين (الدكتور توماس لويس والدكتور فاري أميني والدكتور ريتشارد لانون) الذين يعملون أساتذة للطب النفسي بجامعة كاليفورنيا في سان فرانسيسكو، فإن الجهاز العصبي لدينا ليس مستقلاً بل يتناغم بشكل واضح مع الأشخاص من حولنا الذين تربطنا بهم علاقة قريبة. «فداخل لمعان الدماغ الجديد للثدييات، تتطور قدرة نسميها» الرنين الحوفي«- وهي انسجام بين التبادل المشترك والتكيف الداخلي يحدث من خلاله تناغم بين الحالات الداخلية لاثنين من الثدييات».
تقوم نظرية الرنين الحوفي هذه على تعبيرات سابقة وأفكار مشابهة، فعلى سبيل المثال، يطيل المؤلفون الحديث عن تجارب هاري هالو سيئة السمعة لإثبات أهمية الاتصال الجسدي والوجدان في التطور الاجتماعي والمعرفي في قرود الربص الهندية، كما استغلوا بشكل مستفيض الأبحاث اللاحقة التي أجراها كل من تيفاني فيلد عن التلامس بين الأم ورضيعها وباول ماكلين حول الدماغ ثلاثي التركيب (الدماغ الزاحف والدماغ الحوفي والقشرة المخية الحديثة) وبحث جي دبليو كريمر.

## الاستخدام اللاحق للمصطلح
منذ نشر كتاب نظرية عامة عن الحب لأول مرة عام 2000، اكتسب مصطلح التجاوب الحوفي رواجًا بين الكتّاب والباحثين اللاحقين، حيث يضفي المصطلح درجة كبيرة من الدقة على المناقشة المستمرة في أدبيات الطب النفسي بشأن أهمية التعاطف والمواجدة والعلاقات. وفي «دليل علم النفس» (A handbook of Psychology) (عام 2003)، تم تتبع مسار واضح ترجع بدايته إلى وينيكوت عام 1965 يُعرف مفهوم الأم والطفل بأنه آلية ترابطية أو علاقة مزدوجة:92 ثم يتابع لدراسة العلاقة المتبادلة بين الاستجابة الاجتماعية والعاطفية وبين التطور العصبي بالإضافة إلى دور الجهاز الحوفي في تنظيم الاستجابة للضغط.:117
كما يُشار إلى التجاوب الحوفي باسم «الرنين العاطفي» كما في كتاب التعاطف في المرض العقلي  (Empathy in Mental Illness) (عام 2007) الذي قدم أدلة على مركزية التعاطف أو غيابه في مجموعة من الأمراض الفردية والاجتماعية. وقد استشهد المؤلفان فارو وودروف ببحث ماكلين الذي أجراه عام 1985 لإثبات أنه «ربما يمثل التعاطف مركز التطور في الثدييات وتنظيم عمل الجهاز الحوفي والتنظيم الاجتماعي»:50 إلى جانب بحث أجراه كار وآخرون عام 2003 تم فيه استخدام التصوير بالرنين المغناطيسي الوظيفي (fMRI) لرسم خريطة لنشاط الدماغ أثناء ملاحظة تعبيرات الوجه العاطفية وتقليدها والذي توصل فيه إلى أننا «نفهم أحاسيس الآخرين عبر آلية تمثيل الحركات التي تشكل المحتوى العاطفي كما أن أساس الرنين العاطفي لدينا يقع في معايشة أجسادنا للحركة والأحاسيس المرتبطة بتحركات الجسم المعينة.»:179 وتبحث دراسات أخرى تم الاستشهاد بها في الرابط بين الخلايا العصبية المرآتية (التي تم تنشطيها أثناء نشاط التقليد هذا) والجهاز الحوفي مثل دراسة شارتراند وبارا عام 1999 والتي تقول: «يبدو أن مناطق الخلايات العصبية المرآتية تعكس هذه العلاقة التبادلية والمودة والإحساس للمنظومة الكلية التي نتجت من التفاعلات الاجتماعية والمرتبطة بشكل وثيق بالقدرة على تشكيل الرنين الحوفي».:317
هذا ويشار إلى الرنين الحوفي والتنظيم الحوفي باسم «العدوى المزاجية» أو «العدوى العاطفية» كما في بحث سيجال بارساد وزملائه في كلية يال للإدارة.
في كتاب القلب الحكيم (The Wise Heart)، استخدم المعلم البوذي جاك كورنفيلد استعارة موسيقية للتعريف الأصلي «للرنين الحوفي» الذي قدمه كل من لويس وأميني ولانون مؤلفو كتاب نظرية عامة عن الحب كما ربط هذه النتائج التي توصل إليها علم النفس الغربي بمعتقدات البوذية حين قال: «كل مرة نقابل فيها إنسانًا آخر ونحترم كرامته، فإننا نساعد من حولنا، حيث تردد قلوبهم أصداء قلوبنا تمامًا كما تهتز أوتار الكمان المثبتة لأصوات كمان تُعزف بالقرب منها. بهذا أثبت علم النفس الغربي ظاهرة «العدوى المزاجية» أو الرنين الحوفي، فإذا دخل شخص يملؤه الرعب أو البُغض حجرة، فإننا نشعر بهذا على الفور وستبدأ الحالة السلبية لهذا الشخص تظغى على حالتنا ما لم نكن منتبهين جدًا، وكذلك إذا دخل شخص تعلو وجهه تعبيرات الفرحة حجرة، فيمكننا أن نشعر بهذه الحالة أيضًا.»
في مارس 2010، أشار كيفن سلافين - مستشهدًا بكتاب نظرة عامة عن الحب - إلى الرنين الحوفي عند دراسة ديناميكية التلفزيون الاجتماعي، وبشكل شامل، يقول سلافين أن مسار الضحك تطور ليقدم للجمهور - الذي يشاهد التلفزيون بمفرده في المنزل - شعورًا بأن الآخرين يضحكون وبأن الرنين الحوفي يفسر الحاجة لهذا الجمهور بأن يضحك.